# Jazzmania
Jazzmania è un film muto del 1923 diretto da Robert Z. Leonard che aveva come interpreti principali Mae Murray e Rod La Rocque.

## Trama
Ninon, regina del paese balcanico di Jazzmania, si rifiuta di sposare il principe Otto. Costui, per rappresaglia, inizia una rivoluzione contro di lei. Ninon, allora, dietro consiglio del giornalista americano Sonny Daimler, lascia il trono e parte per Montecarlo. Qui incontra e si innamora di Jerry Langdon con cui si imbarca per gli Stati Uniti.
L'amore per il jazz occupa il tempo di Ninon. Ma poi la sovrana decide di tornare nel suo turbolento paese: farà fallire la rivoluzione e sposerà il suo Jerry dopo aver abdicato e aver instaurato la repubblica.

## Produzione
La lavorazione del film, prodotto dalla Tiffany Productions, iniziò alla fine di ottobre del 1922.

## Distribuzione
Il copyright del film, richiesto dalla Tiffany Productions, fu registrato il 6 marzo 1923 con il numero LP18762.
Distribuito dalla Metro Pictures Corporation, il film - presentato da Robert Z. Leonard - uscì nelle sale cinematografiche statunitensi il 12 febbraio 1923. In Italia, distribuito dalla Loew Metro, il film ottenne nel febbraio 1924 il visto di censura 19261. In Francia, la Gaumont lo distribuì il 18 luglio 1924 con il titolo alternativo La Folie du jazz. In Finlandia, il film uscì il 1º febbraio 1925.
Copia completa della pellicola si trova conservata negli archivi della George Eastman House di Rochester.